# Оккультная история Третьего рейха
«Оккультная история Третьего рейха» — американский кинофильм 1991 года.

## Сюжет
Фильм повествует о некоторых секретных разработках Третьего рейха, связанных с исследованием паранормальных явлений и поисках таинственных артефактов. Несмотря на то, что старания нацистов-приверженцев оккультизма не смогли переломить ход войны и остановить наступление войск антигитлеровской коалиции, даже сегодня многие из вопросов по поводу связи лидеров Третьего Рейха с потусторонним миром остаются открытыми. 
Авторы фильма попытались ответить на эти вопросы. 
Фильм состоит из 4 серий:
1. Загадка свастики
2. СС: Кровь и земля
3. Мистика Гиммлера
4. Адольф Гитлер